# Justin Clinchant
Justin Clinchant (Thiaucourt, 24 dicembre 1820 – Parigi, 20 marzo 1881) è stato un generale francese.

## Biografia
Entrò nell'esercito a Saint-Cyr-l'École nel 1841.
Dal 1847 al 1852 è stato impiegato nelle campagne algerine; nel 1854 partecipò alla guerra di Crimea. All'assalto di Malakoff (8 settembre 1855) si distinse particolarmente al comando di un battaglione. Durante la campagna del 1859 fu promosso al grado di tenente colonnello nella battaglia di Solferino, e come colonnello prestò servizio nell'intervento francese in Messico. Fu nominato generale di brigata nel 1866. Guidò una brigata dell'Armata del Reno nel 1870, durante la guerra franco-prussiana. Le sue truppe furono tra quelle che combatterono nell'assedio di Metz, dove fu fatto prigioniero, ma ben presto riuscì a fuggire.
Il governo di Difesa Nazionale lo nominò generale di divisione e fu messo a capo del XX Corpo dell'Armata dell'Est. Fu sottoposto di Charles Denis Bourbaki e quando questi tentò di suicidarsi, Clinchant gli subentrò al comando (23 gennaio 1871) su disposizione dello stesso Bourbaki. Da solo guidò l'ultima armata dell'esercito repubblicano francese (84.000 uomini) oltre il confine svizzero a Pontarlier. Nel 1871, Clinchant comandò il quinto corpo contro i ribelli comunardi. Fu governatore militare di Parigi nel 1881. Morì nello stesso anno.